# 許先哲
許 先哲（きょ せんてつ）は、中国の漫画家。男性。2015年に中国の漫画配信アプリ「新漫画」で連載開始した『鏢人』でデビュー。

## 来歴
正式な絵画の訓練を受けたことがなく、漫画家になるまでは広告と文学翻訳の仕事に就いていた。 
26歳の時に漫画家を目指して漫画を描き始める。『隋書』と『資治通鑑』を読んで勉強し、武器の構造を研究し、絵画のスキルを磨くなど、処女作の準備に4年間を費やした。30歳の時、処女作『鏢人』をインターネット上で発表した。
『鏢人』は中国の多くのコミックプラットフォームで連載され、2018年4月1日には単行本の第1巻が発行された。その後、『鏢人』は日本の「めちゃコミック」、少年画報社のアプリ「マンガDX」でも連載。高橋留美子や藤沢とおるに称賛されたほか、NHKの番組にも3回出演した。 
2018年9月25日には単行本が日本で発売され、2020年3月18日にはスイスの出版社「華瑞圖書出版社」により、ドイツ語版の単行本が出版された。
2018年、ユービーアイソフトと中国の新漫画の協力プロジェクトに参加。中国の漫画家である張肖、中国の歴史家孟憲實とともに『刺客信條:王朝』を制作。漫画は2022年8月26日に中国のさまざまなコミック プラットフォームでリリースされた。同年、漫画は中国で10億ビューに達し、中国のすべての有名なコミック プラットフォームでの評価は9+/10。2021年4月1日に『刺客信條:王朝』のフランス語版が、7月20日に中国語版が、1月11日に英語版がそれぞれ刊行された。